# André Maginot
André Maginot est un homme politique français, né le 17 février 1877 à Paris, où il est mort le 7 janvier 1932.
Plusieurs fois ministre, son nom est associé à la construction, entre les deux guerres mondiales, de la ligne de défense censée protéger la France d'une éventuelle invasion allemande ou italienne.

## Biographie

### Jeunesse et études
Né au 31, rue Saint-Lazare dans le 9e arrondissement de Paris, André Louis René Maginot est l'aîné de quatre enfants. Son père est maître-clerc d'un notaire de Paris et originaire de Lorraine (Revigny-sur-Ornain dans la Meuse) tandis que sa mère est professeure d'anglais, elle-même d'ascendance anglaise.
Il commence ses études à la faculté de droit de l'université de Paris, où il obtient une licence de droit à 20 ans. Il s'inscrit à l'École libre des sciences politiques en juin 1897, dont il sort major (Section administrative). Il fait son service militaire à Bar-le-Duc et ses supérieurs l'indiquent comme « peu militaire ». Il revient ensuite à Paris pour passer son doctorat en droit. Il prépare le concours du Conseil d'État, où il est admis.

### Parcours professionnel

#### Débuts
En mai 1903, il suit Charles Jonnart au gouvernement général d'Alger. Revenant en Meuse dans sa ville natale, il y épouse sa cousine au quatrième degré, Marie Eugénie Charlotte Dargent (née à Revigny sur Ornain en 1881), qui vient d'une ancienne famille bourgeoise ; elle meurt cependant en couches en décembre 1909.

#### Carrière politique avant 1914
Maginot commence sa carrière politique en tant que conseiller général de Revigny-sur-Ornain, puis en 1910, il est élu député de Bar-le-Duc (remplaçant le nationaliste Henry Ferrette), mandat qu'il va conserver jusqu'à sa mort. Il devient ensuite secrétaire de la Chambre en 1912 et en 1913 et s'abstient comme d'autres Lorrains sur la signature du traité de Fès avec l'Allemagne.
Après avoir soutenu la loi des Trois ans en Lorraine en 1913, il devient sous-secrétaire d'État à la Guerre.

#### Intermède militaire
Lorsque la Première Guerre mondiale éclate l'année suivante, il s'engage comme soldat (au 44e régiment territorial) et demande à rejoindre une compagnie sur les Hauts de la Meuse. Il y crée des patrouilles régulières. Son courage et son attitude le font accéder au grade de sergent.
Blessé le 9 novembre 1914, il est sauvé et ramené vers les lignes françaises par le canonnier François Coeyman, originaire de Wasquehal. Ensuite, il ne rejoint plus le front et reçoit la médaille militaire avec citation à l'ordre de l'Armée, après avoir déjà reçu trois citations à l'ordre de la division. Blessé par deux balles à la cuisse gauche, il doit subir plusieurs opérations du genou et vivre de longs mois de souffrances, sans que les douleurs s'estompent totalement pour le reste de sa vie. Il refuse la confiance au gouvernement Briand V en décembre 1916.

#### Carrière ministérielle
En 1917, il devient ministre des Colonies et entre dans le comité de la Guerre pour contrebalancer Paul Painlevé, qui ne soutient pas Robert Nivelle. Maginot lui est pour les attaques surprises sans artillerie. À la fin de la guerre, il ne peut pas participer aux débats sur la paix en raison d'un accident de la route, il est cependant de l'avis de Raymond Poincaré plutôt que de celui de Clemenceau. Il refuse la coalition du Bloc national et est réélu moins confortablement en 1919. Il est fait chevalier de la Légion d’honneur le 12 mars 1919 pour ses actes au front. Il préside de 1918 à son décès la Fédération nationale des mutilés, une association d'anciens combattants née avant la Première Guerre mondiale, en 1888, et qui est couramment appelée la Fédération Maginot ; elle s'appelle officiellement la Fédération nationale André Maginot depuis 1953.
Nommé ministre des Pensions en 1920, poste qu'il crée lui-même, il s'attache à rendre la bureaucratie plus humaine, ce dans l'intérêt des anciens combattants. Le 10 novembre 1920, il préside dans la citadelle de Verdun à la désignation du soldat inconnu. Le 11 novembre 1923, il allume pour la première fois la flamme sous l'Arc-de-Triomphe.
En 1922 il est nommé ministre de la Guerre sous le gouvernement de Raymond Poincaré. Il se préoccupe alors de la défense des frontières françaises et fait réaliser des forts. Remplacé en 1924 par Paul Painlevé, il travaille avec lui pour lever des fonds dans le but d'améliorer la défense du pays. Les travaux de la « fortification permanente » démarrent en 1928. Cependant, elle ne portera le nom de ligne Maginot qu'en 1935, quelques années après sa mort.
Il redevient ministre de la Guerre en 1929 et poursuit l'édification de fortifications à l'est de la France. Persuadé que des défenses fixes sont la meilleure solution pour répondre aux futures classes démographiques creuses, il redynamise le projet expérimental qui n'a que peu avancé. Son objectif est de pallier la remilitarisation le long du Rhin qui doit être possible dès 1935. Il rencontre l'opposition de Philippe Pétain, vice-président du Conseil supérieur de la guerre, et, lors du débat parlementaire du 28 décembre 1929, il finit par déclarer : « ce n'est pas Pétain qui commande, mais le ministre de la Guerre ». Son activisme permet de boucler le financement de la ligne Maginot : 3,3 milliards de francs sur quatre ans, qui est voté par 274 voix contre 26. Bien que la ligne défensive appelée « ligne Maginot » soit principalement due à Paul Painlevé, son édification n'aurait pu être possible sans les démarches et la volonté de Maginot.
André Maginot est aussi sensible à la mécanisation des armées, sur les conseils de Maxime Weygand. Il approuve le 4 juillet 1930 le programme de motorisation de cinq divisions d’infanterie, de cinq brigades de cavalerie et la transformation d’une division de cavalerie en division légère mécanique. Dans la semaine qui suit, à la veille de la clôture de la session parlementaire, un crédit de 1,125 milliards de francs est ouvert pour les besoins des armées.

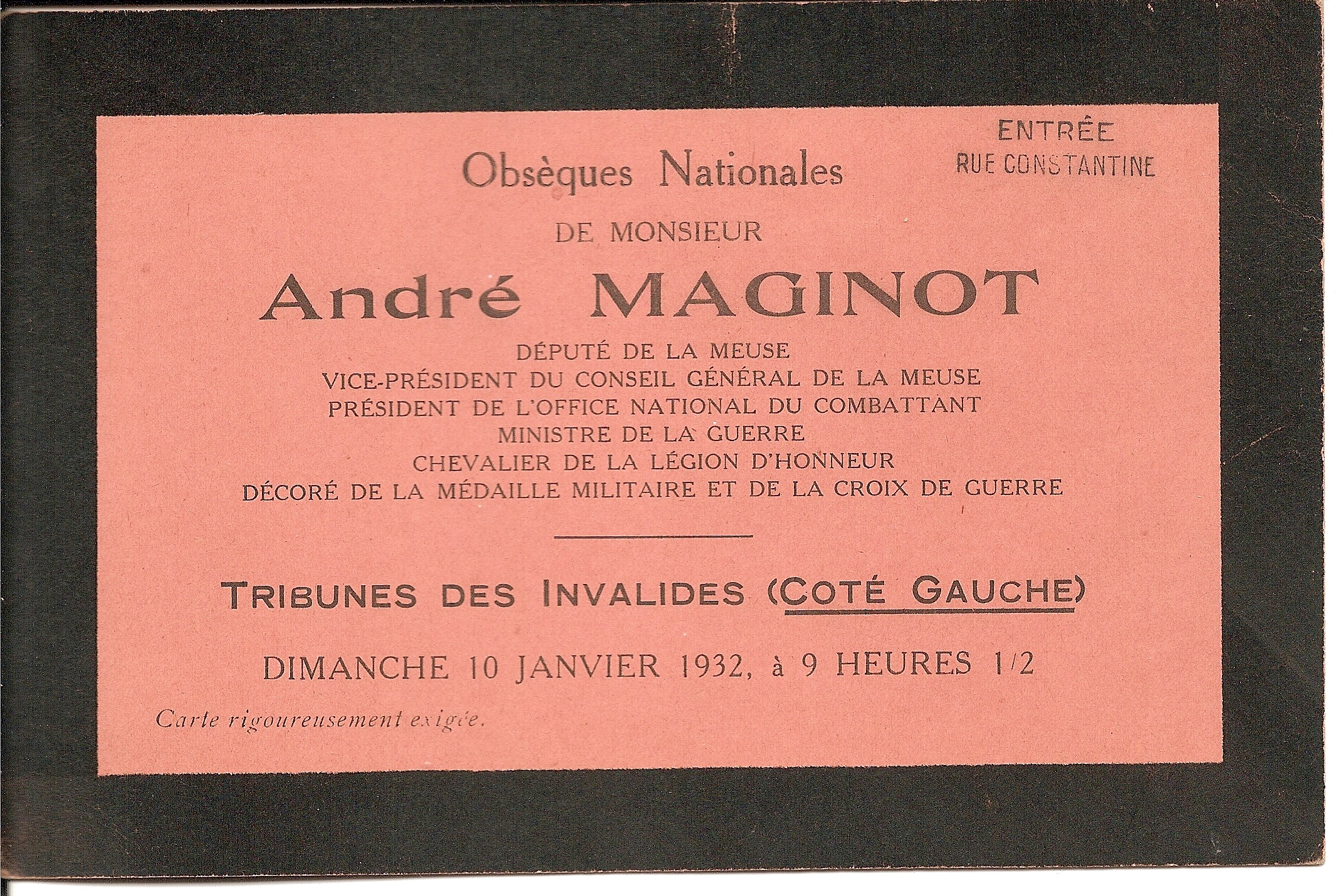
Le carton d'invitation aux obsèques nationales d'André Maginot.

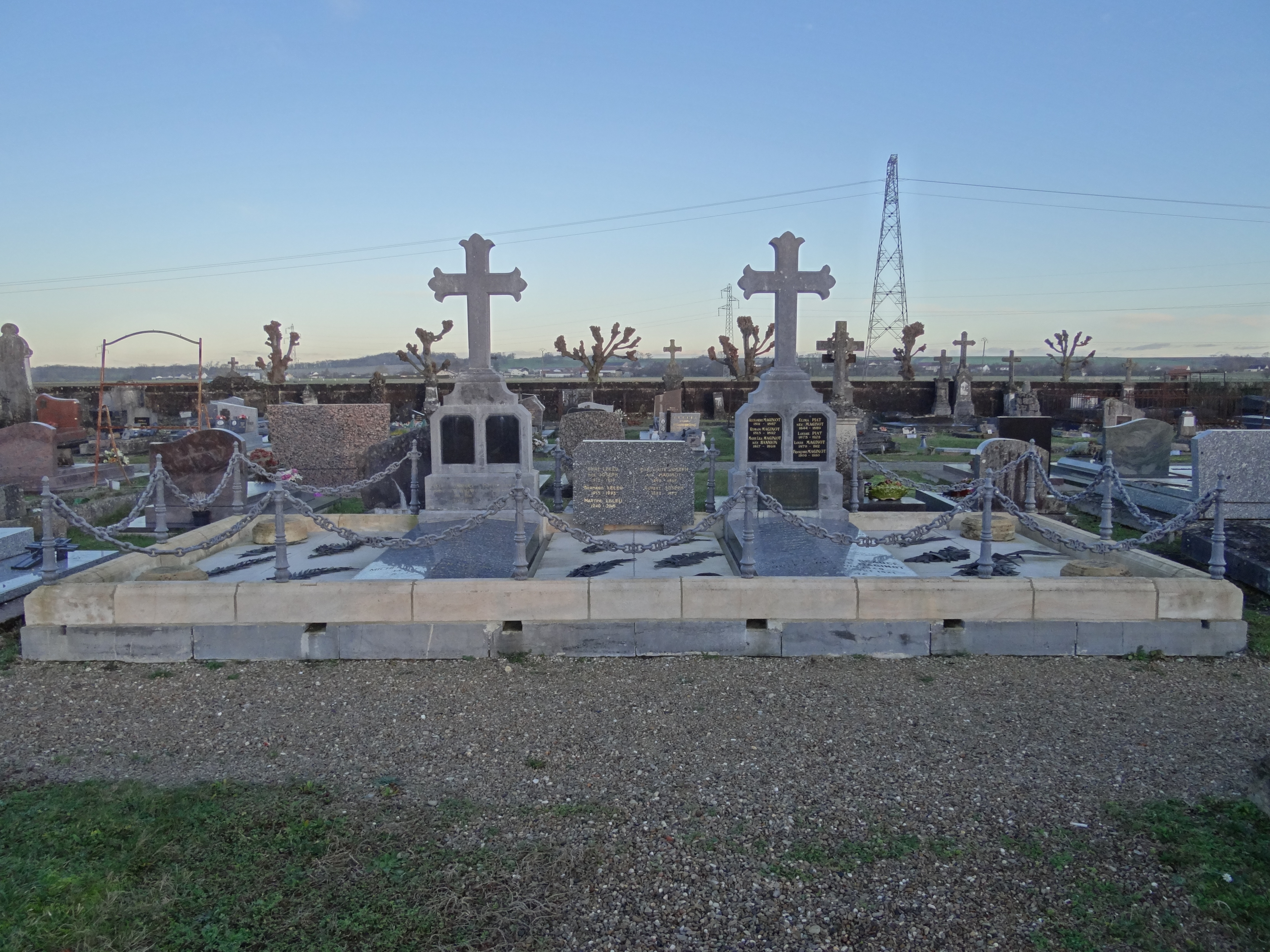
La tombe d'André Maginot au cimetière de Revigny-sur-Ornain (Meuse).

Il meurt dans la nuit du 7 janvier 1932 de fièvre typhoïde et est inhumé dans sa ville natale le 11 janvier après célébration d'un deuil national. Des obsèques nationales ont lieu aux Invalides, la veille.

## Postérité
- Jean Maginot (1907-1926, sans postérité).
- Françoise Maginot (1909-1950, sans postérité).

### Militaire
- Son nom a été donné à la célèbre ligne de fortifications françaises : la ligne Maginot.
- Son nom a été donné au quartier militaire de Thierville-sur-Meuse.

### Voies
- Place André-Maginot, anciennement place Saint-Jean, à Nancy.
- Avenue André-Maginot à Tours.
- Rue André-Maginot : à La Ferté-Gaucher, Vesoul, Brest, Bordeaux et Grenoble.
- Boulevard Maginot à Metz.
- À Paris, la rue du Sergent-Maginot (16e arrondissement), et à Rennes, l'avenue du Sergent-Maginot, rappellent son grade obtenu lors de la Grande Guerre.
- Boulevard André-Maginot à Fontainebleau.
- Avenue André-Maginot à Vitry-sur-Seine.
- Rue André-Maginot à Orsay.

### Association
- La Fédération nationale des mutilés, victimes de guerre et anciens combattants se renomme Fédération nationale André Maginot (FNAM) en 1961.

### Monument
- À Verdun, un monument représentant André Maginot blessé se trouve sur le bord de la route, le long du massif forestier de Souville.

## Œuvres
- Carnets de patrouille, écrit en 1915, publié par Grasset, 1940.

## Autres
André Maginot a été président de la Fédération française d'escrime de 1919 à 1932, et président de la Fédération internationale d'escrime de 1921 à 1924.
Texte débattu à l'Assemblée nationale pour la construction de la Ligne portant son nom et inscrit sur le monument près du fort de Souville :

« Quelle que soit la conception que l'on puisse se faire d'une guerre future, il est une nécessité qui demeure impérieuse, c'est d'empêcher l'invasion du territoire. Nous savons quels désastres elle peut accumuler, désastres tels que la victoire elle-même n'arrive pas ensuite à en compenser les irréparables dommages. Les organisations défensives des frontières dont nous voulons l'exécution, n'ont pas d'autre but que de barrer la route à l'invasion toujours possible.
Le béton vaut mieux à cet égard et coûte moins cher que le mur de poitrines. »

## Décorations
- Chevalier de la Légion d'honneur le 12 mars 1919
- Médaille militaire (7 novembre 1914)
- Croix de guerre 1914–1918
- Insigne des blessés militaires
- Grand-croix de l'ordre du Ouissam alaouite (1930)[12]